# El silencio de la noche
El silencio de la noche es el último disco de la banda española de hard rock Sangre Azul, editado por Hispavox en 1989. 
Fue el disco más maduro de la banda; se notaba una evolución mayor que en el anterior, Cuerpo a cuerpo (1988), tanto en letras como en música. Se incluyen en este trabajo las dos únicas baladas de la banda: «No puedo estar sin ti» y «El silencio de la noche». Para esta producción cuentan con Miguel Ángel Collado. Este fue el primer y único álbum con el guitarrista Juanjo Melero.

## Temas
1. «Abre fuego» – 5:19
2. «Cien años de amor» – 4:43
3. «No puedo estar sin ti» – 4:56
4. «A golpes de rock» – 4:27
5. «Solo rock and roll» – 3:24
6. «No mires atrás» – 4:46
7. «Piel de serpiente» – 3:53
8. «El silencio de la noche» – 4:08
9. «Reino sin ley» – 3:58
10. «Tal como soy» – 4:03

## Músicos
- Tony: voz
- Carlos Raya: guitarra
- Juanjo Melero: guitarra
- Julio Díaz: bajo
- Luis Santurde: batería
- Miguel Ángel Collado (invitado): teclados